# Mod (subkultur)

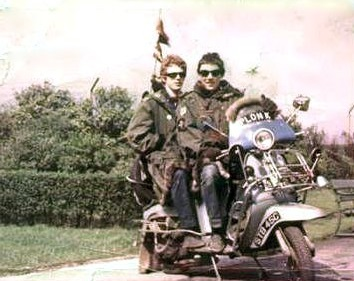
Två mods på en Lambretta-skoter.

Mod (från modernist) är en subkultur som växte fram i London under sent 1950-tal, som hade sin storhetstid under början av 1960-talet och som kontinuerligt har existerat sedan dess. Viktiga attribut i modkulturen var kläder influerade av amerikanska, franska, italienska och västindiska modetrender, musik som amerikansk jazz, rhythm and blues och soul, jamaicansk ska, brittisk R&B och popmusik samt italienska skotrar. Carnaby Street och senare King's Road var modecentra, medan Shepherd's Bush och Soho var centrum för konserter och nattklubbar. Bland de mest kända klubbarna fanns The Scene, The Flamingo och The Marquee. Den ursprungliga modkulturen var associerad med sena danskvällar på nattklubbar, ofta i samband med intag av amfetamin. Från mitten av 1960-talet och framåt använde massmedia ofta termen mod för att beskriva allt som kunde anses vara populärt, fashionabelt eller modernt. 
Under slutet av 1970-talet uppstod en återupplivad modrörelse i Storbritannien, kallad Mod Revival. Den följdes av ett återupplivande i Nordamerika under tidigt 1980-tal, särskilt i södra Kalifornien. Också Sverige hade en "mod revival" under samma period med popgrupper som The Moderns, Mops, Docent Död och Babysnakes. Även så kallade "mod rallies" (sammankomster) skedde i bland andra Borlänge, Gränna, Ystad och på Öland. Idag manifesterar sig rörelsen bland annat genom "Stockholm Mods Scooter Club", nattklubbar som Soul på jazzklubben Fasching och konserter med grupper som Crashbars och The Moving Sounds. Det finns också återkommande evenemang som på olika sätt firar modskulturen, exempelvis Mods vs Rockers 

## Historik
Modkulturen har sina rötter i 1950-talets "modernism", en beskrivning av ungdomar som lyssnade på modern jazz (i kontrast till tradjazz). Modern jazz är ett samlingsnamn för bland andra genrerna cool jazz, hardbop och modal jazz. Många kom i kontakt med denna genre genom den bluesvåg som svepte över Storbritannien under den senare hälften av 1950-talet. Jazzartister på besök från USA spelade ofta på bluesklubbar och hittade på detta sätt en ny publik: unga, vita män. Detta var otänkbart i det fortfarande rasmässigt segregerade USA. Dessa ungdomar kan sägas vara de första brittiska modsen, innan begreppet egentligen existerade.

### Stil
De första modsen baserade sin stil på jazzartister som Miles Davis, John Coltrane och Art Blakey. Dessa var i sin tur kraftigt influerade av ett amerikanskt collegemode som hade växt fram på prestigefulla universitet på USA:s östkust, till exempel vid universiteten Yale, Harvard och Princeton. Samlingsnamnet för skolorna är Ivy League och stilen kallades följaktligen "Ivy League Look". Den bestod av button down-skjortor från Brooks Brothers, enkelknäppta kostymer av amerikanskt snitt (sack suits) i exklusiva material som mohair, smala slipsar och särskilda skor utan snörning, så kallade penny-loafers, Bass Wejun eller "tassle loafers". Amerikanska trupper baserade i Storbritannien spelade också en viktig roll, både som stilinfluens och som medium för ny musik. Svarta soldater besökte Londons Soho under sina permissioner vilket fick klubbar och barer att spela den musik som gästerna föredrog: modern jazz, R&B och senare soul. Soldaternas civila kläder gjorde intryck på brittiska ungdomar. Gemensamt för alla dessa influenser var att de för britterna representerade något nytt, modernt och internationellt.
Efter en tid kom den framväxande modkulturen alltmer att påverkas av framförallt franskt och italienskt herrmode. Detta var "lättare" och mer figurnära än såväl "Ivy League Look" som det traditionella brittiska herrmodet, vilket fortfarande baserades på ett klassiskt stilideal representerat av skräddarna på Savile Row. Överhuvudtaget sågs kontinental stil vid denna tid som något mycket "modernt" och framåtblickande. 
En tredje viktig influens var de västindier som under 1950-talet emigrerade till Storbritannien och bosatte sig i samma delar av London som de första modsen kom ifrån: Shepherds Bush, Notting Hill och East End med flera. Västindiernas snäva, korta byxor, små hattar ("trilby"), mörka solglasögon, stickade tröjor och färgade skjortor blev en mall för hur vita män som lyssnade på svart musik skulle klä sig. 
Under sent 1950-tal fångades denna nya stil upp av judiska ungdomar i östra London och spred sig sedan vidare. Kontinentala influenser visade sig genom korta, välklippta frisyrer utan gelé eller hårspray, kostymer med korta, åtsittande kavajer ("box jackets"), smala byxor utan sprund, mockaskor, läderstövlar ("Chelsea boots"), skjortor med höga kragar (med eller utan button-down), polotröjor och bruket av italienska skotrar av märkena Vespa och Lambretta. Efter hand kompletterades de strikta kostymerna av en "sportigare" stil: vita eller blå Levi's-jeans, cykeltröjor, bowlingskor, collegetröjor och randiga eller helvita t-shirts. Permanentpressade byxor från Levi's varumärke Sta-Prest, färgade jeansjackor från amerikanska Lee och brittiska märken som Ben Sherman (skjortor) och Fred Perry (pikétröjor) blev också mycket populära. 
Subkulturen var mansdominerad, men kvinnliga mods var både vanligt förekommande och lika stilmässigt utstuderade. Där männen plockade upp en del traditionellt feminina stildrag (bruk av smink var till exempel inte ovanligt) hade kvinnliga mods en närmast maskulin stil med kort hår, skjortor, byxor och lågskor. De använde sällan smink eller smycken.
Ett av de plagg som starkt förknippas med modrörelsen är den amerikanska arméns parka av modell M-51. Den introducerades 1951 för användning under Koreakriget, och kallades därför "Koreaduffel" i Sverige. Genom de amerikanska armébaserna i Europa var plaggen billiga och lättillgängliga och fungerade som skydd för kläderna vid färd på skoter. Tidiga mods ska dock ha föredragit regnrockar i plast (PVC) som köptes från butiken C&A, då dessa lätt kunde vikas ihop och läggas undan.

### Musik och droger
Mods var tävlingsinriktade och strävade efter att imponera på varandra kläd-, musik- och dansmässigt. På klubbar i framförallt Soho möttes Londons mods för att dansa till amerikansk R&B och soul. Dessa genrer tog gradvis över efter modern jazz som dominerande musikstil inom rörelsen. Klubbar utan alkoholtillstånd som hade öppet hela natten var särskilt populära, eftersom brittiska pubar stängde redan kl 23.00 och dessutom inte hade musikframträdanden. För att orka hålla igång blev amfetamin ett vanligt inslag, taget i form av lagligt tillverkade men receptbelagda bantningspiller baserat på Dexamyl eller Drinamyl. Dessa kallades populärt för "purple hearts" ("purpurhjärtan") på grund av sin färg och form. Marijuana var också vanligt förekommande. Alkoholkonsumtionen bland mods var begränsad - dels serverade de flesta klubbar inte alkohol, dels omöjliggjorde alkohol skoterkörning. Dessutom såg många ned på berusning eftersom det innebar brist på kontroll.

### Klubbar i London
De allra flesta klubbar som mods frekventerade låg i Soho. Området dominerade också musikindustrin med bland annat musikaffärerna på Denmark Street och Decca Records kontor på Great Marlborough Street i Fitzrovia. TV-bolaget Rediffusion som producerade Ready Steady Go hade sin studio på 1 Kingsway, nära Covent Garden. Italienska caféer spelade också en viktig roll under de tidiga åren med The Two I's på 59 Old Compton Street och Freight Train på 44 Berwick Street som de kanske mest kända. Puben The Roundhouse på 83 Wardour Street var den första bluesklubben som hade Cyril Davies och Alexis Korner som husartister. På klubben The Scene på Ham Yard anordnade den legendariske dj:n Guy Stevens "R&B-kväll" varje måndag. Studio 51 på 10-11 Great Newport Street såg artister som Rolling Stones och Downliners Sect uppträda, och The Marquee var en viktig och tidig scen för den brittiska bluesvågen med Alexis Korner som husartist. Bland andra Mick Jagger, Rod Stewart och Paul Jones hoppade in och sjöng med bandet. 1964 flyttade The Marquee till 90 Wardour Street. 100 Club på 100 Oxford Street hade startat som The Feldman Club med jazzartister men kom med tiden att domineras av lokala artister. Klubben existerar fortfarande. The Flamingo på 33-37 Wardour Street höll så kallade "All nighters" med artister som Georgie Fame & The Blue Flames, Zoot Money's Big Roll Band och gästande amerikanska artister. The Flamingo tog upp emot 800 gäster och hade många västindiska besökare. De var först i London med att spela ska. För de yngre modsen var Ian "Sammy" Samwell (som skrev Whatcha Gonna Do About It åt Small Faces) DJ lunchtid på Lyceum Theater, 21 Wellington Street, Covent Garden.
Från mitten av sextiotalet hade London etablerat sig som staden där allt hände. Artister, turister och trendkänsliga människor från hela världen gjorde att många nya klubbar öppnade, mer exklusiva än de tidigare. Till dessa hör The In Place på 2 Allsop Place, frekventerad av fotografen David Bailey, St Tropez Club på 18 Berwick Street, Knuckles på 19 Carlisle Street som hade The Pretty Things trumslagare Viv Prince som värd, The Roaring Twenties på 50 Carnaby Street som spelade ska och rocksteady, The Old Place på 39 Gerrard Street i Ronnie Scott's gamla lokal, The Saddle Room på 7 Hamilton Place som var den första klubb som använde den franska ordet 'Discotéque', Dolly's på 57 Jermyn Street, The Bag O Nails på 9 Kingley Street, The Ad Lib på 7 Leister Square, The Speakeasy på 48 Margaret Street som såg The Who och Pink Floyd uppträda, The Scotch Of St James på 13 Masons Yard, Sybilla's på 9 Swallow Street, Saville Theatre på 135-149 Shaftesbury Avenue som The Beatles manager Brian Epstein köpte 1965 och som höll konserter med Chuck Berry och Cream, och UFO på 31 Tottenham Court Road som hade Pink Floyd som husband och visade filmer av Andy Warhol.

### Brittiska grupper
Steget från att lyssna på amerikansk R&B och soul till att själv spela den var inte långt, och under tidigt 1960-tal bildades hundratals brittiska popgrupper med amerikansk R&B och soul som repertoar. Många av dessa blev senare mycket framgångsrika. Bland de första fanns Alexis Korners Blues Incorporated som följdes av Cyril Davies All-Stars, The Pretty Things, The Rolling Stones, The Yardbirds, The Kinks, Manfred Mann, The Moody Blues och The Animals. Klubbar som Marquee (som 1964 flyttade från Oxford Street till Wardour Street), The Ealing Club och Richmond Railway Hotel var viktiga konsertlokaler under tidigt 1960-tal. Däremot var Liverpool-grupper som The Beatles med sitt kommersiella Mersey-sound otänkbara för brittiska mods. De två grupper som särskilt kom att förknippas med modrörelsen var The Who och Small Faces, både genom kläder och musik. Dessa band bildades dock efter den första vågen av brittiska R&B-grupper. Samtidigt urholkade popgruppernas massmediala framgång den exklusivitet som tidiga mods eftersträvade. The Rolling Stones vändes ryggen redan efter deras första singel.

### Hard Mods och Skinheads
Under flera helger (bank holidays) under våren och sommaren 1964 inträffade ett antal kravaller mellan mods och så kallade "rockers" (läderklädda, motorcykelburna, äldre ungdomar som lyssnade på rockmusik från 1950-talet) i städer som Brighton och Clacton på Storbritanniens sydkust. Dessa väckte stor uppmärksamhet i brittisk media och bidrog till att sprida modskulturen vidare över landet. Samtidigt blev rörelsen synonym med en armé av parkasklädda ungdomar som ställde till med bråk, en bild som tidiga modernister genom sin extrema individualitet hade mycket svårt att identifiera sig med. Vissa menar att den ursprungliga modkulturen försvann med kravallerna 1964, eftersom den förlorade sin exklusivitet.
Under andra halvan av 1960-talet blev modkulturen alltmer splittrad. Medelklassungdomar med konstskolebakgrund tog till sig influenser från den amerikanska hippierörelsen och psykedelia ersatte R&B och soul som bas för många popgrupper. Andra unga, företrädesvis från arbetarklassen, valde istället att renodla och förändra modstilen. Det innebar en renodling av det "sportiga": jeans istället för byxor med pressveck, pikétröjor och rutiga skjortor istället för formella skjortor med slips samt enklare, kortare frisyrer. Dessutom introducerades plagg som tidigare inte förknippats med mod, exempelvis hängslen och arbetskängor från Dr. Martens. Detta resulterade först i "hard mods" (cirka 1964-67) och senare i den första skinhead-vågen (1968-72). 1969 nämndes ordet "Skinhead" för första gången i brittisk press. 
"Scooter Boys" är ett begrepp som beskriver den subkultur som utvecklades kring de skoterklubbar som existerade under andra halvan av 1960-talet. Mot slutet av 1960-talet började northern soul-rörelsen utvecklas ur den kvarvarande modrörelsen i norra England (därav namnet Northern Soul). Den tidigare musikblandningen på klubbarna fick en tydligare dragning åt snabb dansant soulmusik av den typ Tamla Motown populariserat. En av de viktigaste klubbarna under denna utveckling var The Twisted Wheel i Manchester som var öppen från 1963 till 1971 och senare Wigan Casino som var öppen från 1973 till 1981.

### Mods i Sverige
I Sverige kom begreppet "mods" närmast att förknippas med ett byte av hårmode bland tonåringar. The Beatles genombrott 1963 fick många pojkar att låta håret växa, kamma det åt sidan eller framåt och sluta använda feta produkter som brylkräm. Axellångt hår var snart inte ovanligt. Flickor i tonåren bytte från tuperat hår fixerat med hårsprej till frisyrer som fick hänga ned på sidorna av huvudet. Kläderna som förknippades med svenska mods var jeans, stora stickade tröjor, basketskor (liknande de amerikanska Converse All-Stars) och sandaler, manchesterrockar och samma typ av parkas som brittiska mods bar. Detta var en stil som hade mycket gemensamt med 50-talets brittiska beatniks. Det var heller inte ovanligt att man skrev och ritade med tuschpenna på skor, byxor och framförallt parkas. Begreppet mods nådde en bred, svensk allmänhet först med de så kallade modskravallerna på Hötorget i Stockholm och Götaplatsen i Göteborg under sommaren 1965.
Där det brittiska begreppet mod beskrev en tydlig subkultur kom det svenska att beskriva en masstrend. Som Kenneth Ahlborn och Urban Nilmander påpekar i sin bok "Mods: Stockholm 1964-67" så var mod "ett i Sverige föga relevant engelskt samlingsnamn för trendiga ungdomar i London som åkte scooter med arton backspeglar, bar de rätta kostymerna, hade kort hår, slogs med engelska raggare på pirerna i Brighton och knaprade uppåtpiller på små klubbar". Den svenska popgrupp som kanske starkast influerades av den brittiska modrörelsen var Tages från Göteborg, både kläd- och musikmässigt. Tages spelade både amerikansk soulmusik och R&B, låtar av brittiska popgruppen Small Faces och pastischer på The Who. Tages följde också nära det popkonst-influerade mode som The Who propagerade, och gruppen både spelade in skivor och uppträdde i London. Detta gjorde dem unika bland svenska popgrupper under 1960-talet.
Till skillnad från brittiska mods, som var apolitiska och nästan uteslutande arbetarklass hade svenska mods en tydlig vänster- och medelklassprofil. Men det fanns undantag - Ahlborn och Nilmander skriver: "Det fanns i utkanten av popkulturen en sorts snobbmods som skötte sig själva, vagt besläktade med de engelska modsen men med mer pengar på fickan. Propert klädda samlades de på Gamla stans många klubbar, spisade Motownsoul och förekom aldrig i några negativa sammanhang."  I övrigt skiljde sig den allmänna svenska användningen av begreppet "mods" starkt från den brittiska, både stil-, musik- och generationsmässigt. Ett tydligt exempel på detta är regissören Stefan Jarls dokumentärfilm Dom kallar oss mods från 1968 där de ungdomar som skildras mer liknar stilmedvetna narkomaner och amerikanska hippies. Dessutom var brittiska mods oftast födda under mitten av 40-talet, de svenska i början av 50-talet.

### Mod Revival
Vid slutet av 1970-talet, i samband med att punken växte i popularitet drog en ny modvåg över Storbritannien, vanligtvis kallad "The Mod Revival". Det kraftigt 60-talsinfluerade bandet The Jam, med sångaren och gitarristen Paul Weller som frontfigur, hade en stor del i denna rörelse. På kort tid sök det också upp renodlade "modband" som Secret Affair, Lambrettas, The Merton Parkas, Squire och The Purple Hearts. Andra musikinfluenser var olika ska-grupper, framförallt från skivbolaget 2 Tone Records. The Specials, Madness, The Selecter och The Beat förtjänar att nämnas. En annan viktig katalysator för den nya modvågen var bandet The Whos film Quadrophenia som skildrar ett ungt mod från London under mitten av 60-talet. 
I förlängningen knöts grupper som Dexys Midnight Runners och Paul Wellers senare band The Style Council nära samman med den musik- och livsstil som modrörelsen stod för. Under slutet av 1980-talet tog många tidigare mods del i den så kallade "Acid Jazz"-vågen (en blandning av 60- och 70-talsjazz och housemusik). Ytterligare en modvåg kan sägas ha inträffat under mitten av 1990-talet efter att brittiska popgrupper som Blur och Oasis inkluderade tydliga referenser till mod både i sin musik, på sina skivomslag och i valet av kläder. Idag existerar mod som en subkultur i många länder världen över, både i Västeuropa, Asien (Japan, Korea, Singapore) och Nord- och Sydamerika.

### Analyser av mod
Under de senaste 40 åren har det skrivits ett stort antal böcker om mods och 1960-talets olika moden och subkulturer. Slående är att samtliga har svårt att definiera mod, dels för att det saknas skriftliga källor och bilder som dokumenterar de första åren, dels för att definitionerna varierar kraftigt beroende på vem källan är. Vad som också försvårar är att mod, till skillnad mot till exempel Rockers eller Teddyboys, är en subkultur i ständig förändring, och att den förändringen utgör själva drivkraften för subkulturen. Terry Rawlings påpekar i sin bok "Mod: A Very British Phenomenon" att mod fram till kravallerna 1964 var en samling individer utan syfte att tillhöra en grupp. Istället försökte man skapa en individuell stil inom en viss ram. Syftet var att skapa nya varianter och vara först med det senaste. Det gör också mod ständigt aktuellt eftersom det ges stort utrymme för en egen definition. Samtidigt finns det osynliga men skarpa gränser för vad som inte kan accepteras; elitism har alltid varit en central del av modkulturen.
Den akademiskt mest genomgående analysen av mod gjordes av den brittiska professorn Richard "Dick" Hebdige i hans book "Subculture: The Meaning of Style" som publicerades 1979. Även om Hebdige i första hand fokuserade på punk och dessutom genomförde sin studie i Birmingham innehåller boken en grundlig genomgång av modkulturen. Professor Hebdige (född 1951) hade själv direkt erfarenhet av brittiska subkulturer eftersom han var skinhead under slutet av 1960-talet.

## Viktiga europeiska artister (urval)
- The Action
- The Animals
- The Artwoods
- The Birds
- The Creation
- Chris Farlowe
- Georgie Fame
- The Jam
- John's Children
- The Kinks
- Manfred Mann
- The Move
- The Small Faces
- Secret Affair
- Spencer Davis Group
- Tages
- Them
- The Who
- The Yardbirds

## Viktiga amerikanska artister (urval)
- Art Blakey
- Bobby Bland
- Booker T. & the M.G.'s
- Brother Jack McDuff
- Etta James
- Four Tops
- Herbie Hancock
- Horace Silver
- Inez & Charlie Foxx
- Ike & Tina Turner
- John Coltrane
- Jimmy McCracklin
- Jimmy Smith
- Jimmy Witherspoon
- Martha & the Vandellas
- Mar-Keys
- Mary Wells
- Miracles
- Mongo Santamaria
- Mose Allison
- Muddy Waters
- Otis Redding
- Ramsey Lewis
- Ray Charles
- Richard "Groove" Holmes
- Sam & Dave
- Slim Harpo
- Solomon Burke
- Sonny Boy Williamson
- Sugar Pie DeSanto
- Supremes
- Velvelettes
- Willie Dixon